# Seven Lions
Seven Lions, właśc. Jeff Montalvo (ur. 31 marca 1987 w Santa Barbara) – amerykański DJ i producent muzyczny. Pionier brzmień będących fuzją dubstepu, trance i progressive house.

## Życiorys
Montalvo pierwszą styczność z muzyką miał w wieku 7 lat, kiedy jego ojciec przywiózł do domu keyboard, który bardzo go zainteresował. Jako nastolatek odkrył w sobie pasję literaturą fantasy i przede wszystkim muzyką viking metal, stając się szczególnym fanem szwedzkiego zespołu Opeth. U progu pełnoletniości był członkiem kilku kapel grających muzykę rockową oraz metal, gdzie był perkusistą. Po pewnym czasie poczuł się znudzony i porzucił tworzenie muzyki instrumentalnej. Za zasługą przyjaciela po pewnym czasie zafascynowała go muzyka elektroniczna, który pokazał mu program Fruity Loops. Niewiele później rozpoczął jej produkcję, a pierwszym utworem Amerykanina był powstały w klimatach trance utwór Trip Up wydany jeszcze pod imieniem i nazwiskiem, który znalazł się na kompilacji Night Wings of Sunrise Vol.1.
Po debiucie tej produkcji Montalvo nadał swój pseudonim, pod którym wydaje i występuje do dziś - Seven Lions. Genezą tego przydomka jest postać z powieści Gene'a Wolfa pt. Latro In The Mist.
Pierwszym krokiem w karierze amerykańskiego producenta była wygrana w konkursie kultowego trance'owego trio Above & Beyond na remix ich singla You Got To Go. Utwór szybko stał się popularny osiągając drugie miejsce w dubstep chart na słynnym portalu i sklepie z muzyką elektroniczną Beatport. Montalvo pozostając na fali wydał kolejne remiksy dla wielkich nazwisk, a także zyskał ogromne wsparcie od Skrillexa, z którym podpisał kontrakt na współpracę z jego wytwórnią OWSLA, a sam Sonny 'Skrillex' Moore nazwał go odkryciem. Kamieniem milowym w karierze Seven Lions jest Seven Lions EP wydana we wrześniu 2012, gdzie znalazły się 4 niepowtarzalnie brzmiące utwory, z czego singiel Days to Come wzbogacony wokalem Amerykanki Fiory rozsławił Montalvo wśród fanów dubstepu. Seven Lions dzięki swojemu niepowtarzalnemu stylowi muzycznemu, gdzie dubstep łączy się z brzmieniami trance i progressive house zyskuje wsparcie nie tylko od gwiazd dubstepu, ale także takich nazwisk, jak Armin van Buuren czy Gareth Emery. Na początku 2012 Seven Lions wyruszył na trasę koncertową wspólnie z Porterem Robinsonem, a także zagrał na takich festiwalach, jak Electric Daisy Carnival czy Ultra Music Festival.
Pod koniec lata Amerykanin wydał swój pierwszy singiel powstały we współpracy z innymi producentami - Strangers razem z węgierskim duetem Myon & Shane 54. Utwór będący połączeniem dubstepu i progressive house wzbogacił wokal Tove Lo. Ponadto w 2013 roku Montalvo wydał swój oficjalny remix dla norweskiego zespołu Röyksopp.
Mimo ogromnego zaangażowania Jeffa w produkcję muzyki elektronicznej producent wspomina w wywiadach, że nieprzerwanie pozostaje ogromnym fanem metalu i do dziś prywatnie większą część jego playlist stanowią utwory jego ulubionych zespołów wykonujących metal i gatunki pokrewne, a muzykę elektroniczną słucha sporadycznie i najczęściej w celu poszukiwania utworów do setów.

## Dyskografia

### Single
- 2010: Trip Up (jako Jeff Montalvo)
- 2011: Luna
- 2011: Below Us (feat. Shaz Sparks)
- 2011: Polarized (feat. Shaz Sparks)
- 2011: Tyven
- 2012: Days to Come (feat. Fiora)
- 2012: The Truth
- 2012: Fractals
- 2012: She Was (feat. The Birds of Paradise)
- 2012: Isis
- 2013: Fevers (feat. Minnesota and Mimi Page)
- 2013: Strangers (with Myon & Shane 54 feat. Tove Lo)
- 2014: Lucy

### Remiksy
- 2011: Florence + The Machine - Cosmic Love (Seven Lions Remix)
- 2011: Above & Beyond feat. Zoe Johnson - You Got to Go (Seven Lions Remix)
- 2011: OceanLab - Satelite (Seven Lions Remix)
- 2012: Matrix & Futurebound feat. Luke Bingham - All I Know (Seven Lions Remix)
- 2012: Above & Beyond feat. Richard Bedford - On My Way to Heaven (Seven Lions Remix)
- 2012: Tritonal feat. Christina Soto - Still With Me (Seven Lions Remix)
- 2012: Velvetine - The Great Divide (Seven Lions Remix)
- 2012: Delerium feat. Michael Logan - Days Turn into Nights (Seven Lions Remix)
- 2012: Superbus - All Alone (Seven Lions Remix)
- 2012: Paul Van Dyk feat. Plumb - I Don't Deserve You (Seven Lions Remix)
- 2013: Röyksopp - Run into Sea (Seven Lions Remix)